# Покровка (Грачёвский район)
Покровка — село в Грачёвском районе Оренбургской области, входит в состав Новоникольского сельсовета.

## География
Находится на расстоянии примерно 17 километров по прямой на юго-восток от районного центра села Грачёвка. 

## История
Основано в 1827 году переселенцами из Курской губернии. Переселение из разных губерний продолжалось и 1834 году учтено было уже 111 семей и 687 жителей, а в 1859 году 154 двора и 1178 жителей, в 1900 — 270 дворов и 1545 жителей, 1929 — 260 дворов и 1171 житель (сказалась эпидемия тифа и голод в 1920-х годах). В 1872 году построена Покрово-Богородицкая церковь. В советское время работали колхозы «Красный Партизан» и «Правда». В 1970-е годы рядом с селом началась разработка нефтяного месторождения и юго-западе от села был построен посёлок нефтяников. Но после закрытия добычи жители посёлка разъехались.

## Население
Население составляло 294 человека (89 % русские) по переписи 2002 года ,  203 по переписи 2010 года.